# Karl Evang

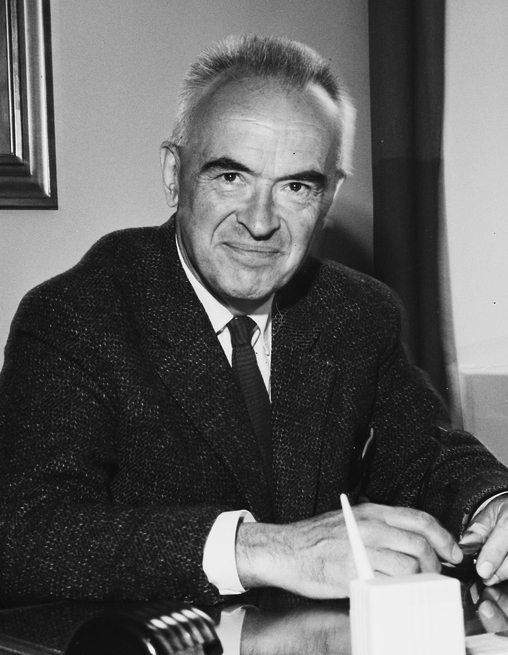
Karl Evang

Karl Evang (* 19. Oktober 1902 in Kristiana; † 3. Januar 1981 in Oslo) war ein norwegischer Arzt.
Karl Evang wurde als Sohn von Jens Ingolf Evang (1873–1914) und Anna Beate Wexelsen (1875–1954) in Kristiana geboren. 1924 begann er ein Medizinstudium an der Universität Oslo. 1926 wurde er Mitglied der Gruppe Mot Dag, die zunächst mit der Kommunistischen Partei Norwegens (NKP) verbunden war, bald aber von dieser unabhängig wurde. Evang war aktiv im Norwegischen Unterstützungskomitee für Spanien und in der Gruppe Clarté, einer 1925 gegründeten sozialistisch-pazifistisch ausgerichteten Organisation, die eng mit der Gruppe Mot Dag verbunden war.
In den 1930er Jahren war Karl Evang ein viel beachteter Redner. 1934 schrieb er ein Buch mit dem Titel „Rassenpolitik und Reaktion (Rasepolitikk og reaksjo)“ und er veröffentlichte zahlreiche Beiträge zu medizinischen Themen in der von ihm herausgegebenen Populären Zeitschrift für sexuelle Aufklärung (Populært Tidsskrift for Seksuell Oplysning) und im Arbeiter-Magazin (Arbeidermagasinet). Seine Radiovorträge über sozialmedizinische Themen waren sehr beliebt. Von 1931 bis 1939 war er Vorsitzender der Norwegischen Sektion der Internationalen Vereinigung sozialistischer Ärzte.
1938 wurde er vom Norwegischen Ministerrat zum Medizinaldirektor ernannt. Nach dem Überfall der Deutschen Wehrmacht auf Norwegen im April 1940 folgte er dem Kabinett Nygaardsvold zunächst nach Ost-Norwegen, schließlich ins Exil nach London. Während des Krieges organisierte er die Gesundheitsversorgung für Norweger im Ausland, wobei er sich auch in den USA aufhielt. 1943 war er Vorsitzender eines Ausschusses der Ernährungs- und Landwirtschaftsorganisation der Vereinten Nationen (FAO), der das Ausmaß der Nahrungsmittelknappheit untersuchte und Maßnahmen erarbeitete, um die Nahrungsmittelversorgung zu verbessern. So wurde er international vernetzt. Nach dem Zweiten Weltkrieg war er Mitbegründer der WHO. Er wandte sich gegen einen Beitritt Norwegens zur NATO und gegen eine Beteiligung Norwegens am Koreakrieg. Er sprach sich auch gegen einen Beitritt Norwegens zur EWG aus. Altershalber trat er 1972 zurück und verbrachte ein Jahr als Gastprofessor an der Universität Tromsø. 1976 erlitt er einen Schlaganfall mit Aphasie, an dessen Folgen er bis zu seinem Tode 1981 litt.